# Etsaut
 Etsaut  (en occitano Eth Saut) es una población y comuna francesa, en la región de Aquitania, departamento de Pirineos Atlánticos, en el distrito de Oloron-Sainte-Marie y cantón de Accous.

## Enlaces externos

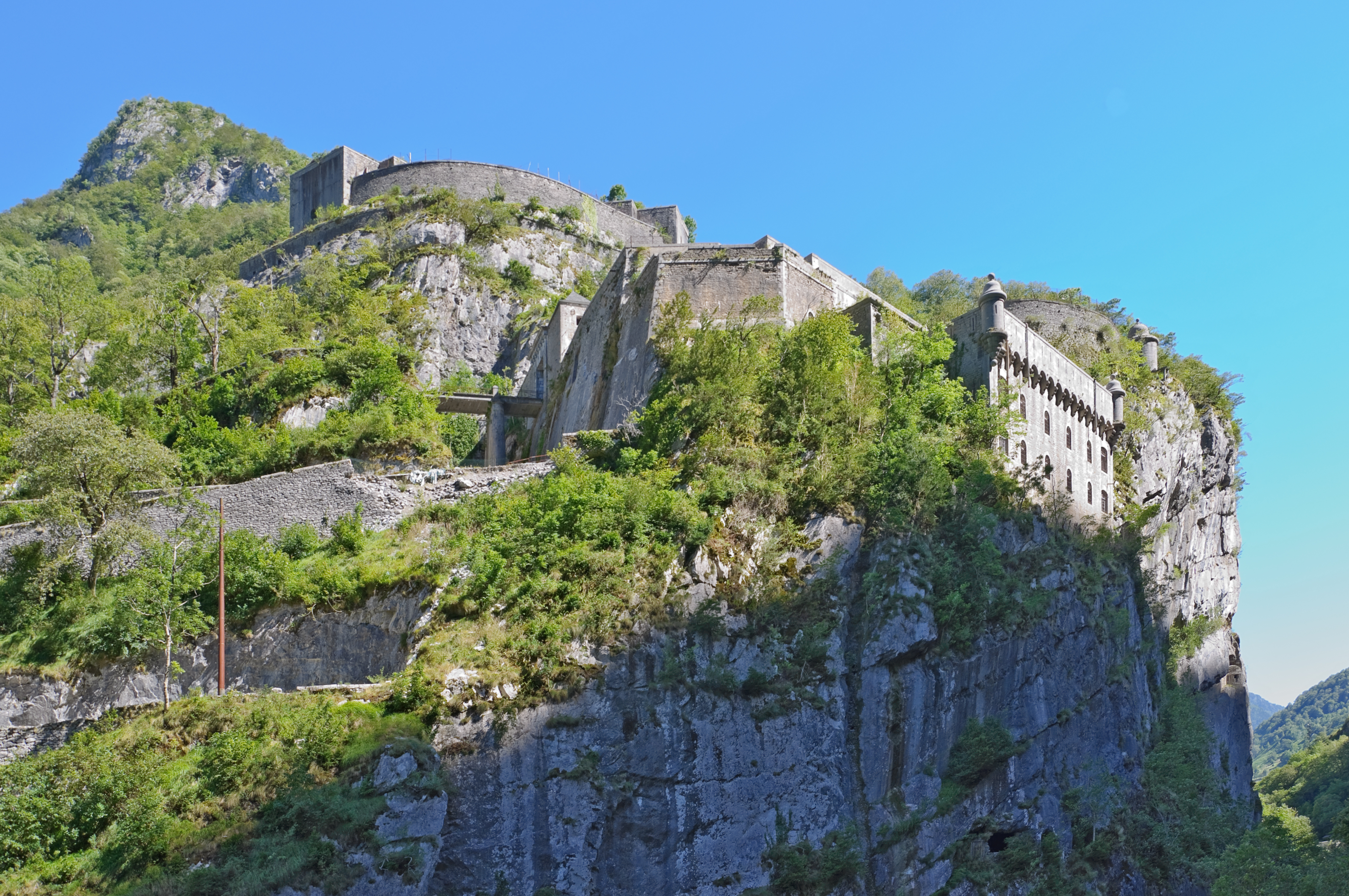
Fort du Portalet

## Demografía
| 392 | 358 | 360 | 396 | 438 | 461 | 623 | 439 | 426 | 432 | 410 | 389 | 391 | 365 | 356 | 352 | 358 | 371 | 321 | 342 | 492 | 318 | 298 | 222 | 203 | 183 | 158 | 141 | 125 | 104 | 92 | 105 | 84 |
| Para los censos de 1962 a 1999 la población legal corresponde a la población sin duplicidades (Fuente: INSEE [Consultar]) |     |     |     |     |     |     |     |     |     |     |     |     |     |     |     |     |     |     |     |     |     |     |     |     |     |     |     |     |     |    |     |    |